# Váy thịt của Lady Gaga
Tại lễ trao giải Video âm nhạc của MTV năm 2010, nữ ca sĩ người Mỹ Lady Gaga đã mặc một chiếc váy làm bằng thịt bò sống, được giới truyền thông gọi là chiếc váy thịt. Chiếc váy này do Franc Fernandez thiết kế và Nicola Formichetti tạo mẫu. Nó bị nhiều nhóm bảo vệ quyền động vật lên án, nhưng lại được tạp chí Time vinh danh là phong cách thời trang hàng đầu năm 2010.
Sau buổi lễ, giới báo chí và truyền thông đã bắt đầu đưa ra những phỏng đoán về sự ra đời của ý tưởng chiếc váy thịt và so sánh với những hình ảnh tương đồng trong nghệ thuật đương đại và văn hóa đại chúng. Cùng với nhiều trang phục khác của Gaga, chiếc váy được lưu trữ và bảo quản như một loại khô bò trước khi chính thức xuất hiện tại Đại sảnh Danh vọng Rock and Roll năm 2001. Gaga giải thích bộ váy này đóng vai trò như một lời khẳng định cho nhu cầu đấu tranh cá nhân, đồng thời nhấn mạnh sự phản đối của cô trước chính sách "Không hỏi, không nói" trong quân đội Hoa Kỳ.

## Bối cảnh
Lady Gaga là nghệ sĩ giành nhiều đề cử nhất tại lễ trao giải Video âm nhạc của MTV năm 2010 với kỷ lục 13 đề cử, bao gồm 2 đề cử cho hạng mục Video âm nhạc của năm (cô là nữ nghệ sĩ đầu tiên đạt thành tích này). Cô đến dự lễ trao giải trong chiếc đầm Alexander McQueen rồi thay sang bộ cánh của Giorgio Armani trước khi mặc bộ trang phục thứ ba và cuối cùng trong đêm đó: một chiếc váy, mũ, giày và bóp đầm làm bằng thịt sống. Gaga mặc bộ váy thịt lúc lên nhận cúp giải thưởng Video âm nhạc của năm cho "Bad Romance" do nữ danh ca Cher trao tặng. Nữ ca sĩ đùa rằng "Tôi chưa bao giờ nghĩ sẽ nhờ Cher cầm hộ chiếc bóp làm bằng thịt của mình.". Gaga tiếp tục mặc chiếc váy này trong buổi chụp ảnh sau đêm trao giải và tại buổi phỏng vấn trên chương trình The Ellen DeGeneres Show. Gaga giải thích với người dẫn chương trình Ellen DeGeneres "Nếu chúng ta không đấu tranh cho những gì mình tin tưởng và quyền lợi của bản thân, thì dần dần những đặc ân còn lại của chúng ta chỉ là lớp thịt trên xương mà thôi.". Là một người theo chủ nghĩa ăn chay, DeGeneres viết "Tôi yêu Lady Gaga, nhưng đối với một người yêu mến động vật, tôi thật sự gặp khó khăn khi ngồi cạnh Lady Gaga khi cô ấy mặc bộ trang phục ấy. Nhưng nó khiến tôi tự hỏi bản thân, có gì khác biệt giữa trang phục của cô ấy và một bộ trang phục làm bằng lông thú chứ?".

## Thiết kế
Từng thiết kế nhiều phụ kiện cho Gaga, bao gồm trang phục xuất hiện trong video âm nhạc "Bad Romance", nhà thiết kế thời trang Franc Fernandez liên lạc đến cộng sự là nhà tạo mẫu thời trang Nicola Formichetti về việc sản xuất chiếc váy, với kế hoạch kéo dài hơn một tuần lễ, do Formichetti tạo mẫu. Chiếc váy có cấu trúc không đối xứng và có cổ áo thụng. Fernandez muốn váy được cắt tỉa đặc biệt để giữ hình dạng tốt nhất. Thịt bụng bò là chất liệu làm nên chiếc váy, lấy từ cửa hàng thịt của gia đình nhà thiết kế. Để có thể diện được bộ váy, Gaga phải buộc mình vào sau cánh gà trước khi bước ra sân khấu. Fernandez chia sẻ về thiết kế của mình:
| “ | Tôi biết chiếc váy là một trong những trang phục tuyệt vời mà Gaga mặc đêm đó. Nó được làm một cách tỉ mỉ và cô ấy mặc trông rất đẹp, cả trên ống kính lẫn ngoài đời thực. Chúng tôi không có cơ hội thử trước váy. Lần duy nhất mà cô ấy mặc nó là đêm trao giải Video âm nhạc của MTV. Chỉ đến lúc thấy trên màn hình tôi mới biết rằng nó sẽ gây ấn tượng lớn. | ” |

Trong một cuộc phỏng vấn, Fernandez nói rằng Gaga thích mùi hương của chiếc váy bởi nó có mùi như thịt. Anh cho biết thêm "Chiếc váy sẽ được lưu trữ với những trang phục khác của cô ấy. [...]. Chiếc váy này sẽ không tồn tại lâu dài, đó là vẻ đẹp riêng của nó. Khi người ta nhắc đến nó lần nữa, tôi hy vọng họ sẽ có cái nhìn khách quan hơn, nó sẽ là một trang phục khác, [...]. Tôi thích khi chiếc váy này thay đổi và phát triển thanh một thứ khác.". Anh cũng giải thích chiếc váy sẽ được bảo quản và trở thành một loại khô bò trước khi được đem đi lưu trữ.
Đại sảnh Danh vọng Rock and Roll đã trả 6.000 USD cho Sergio Vigilato để bảo quản chiếc váy. Nó được đông lạnh sau hai lần Gaga xuất hiện trên truyền hình, dù Vigilato tìm thấy nhiều dấu hiệu thối rữa trên váy trước khi đem bảo quản đông lạnh và bốc mùi sau khi rã đông. Chiếc váy được xử lý bằng chất tẩy trắng, formaldehyde và chất tẩy rửa để diệt vi khuẩn, rồi nhuộm màu đỏ thẫm để giữ nguyên hình dạng ban đầu. Dù vậy, sau quá trình bảo quản, nhiều miếng thịt thừa đã bị loại bỏ và không nằm trong thành phẩm cuối cùng. Vào năm 2011, bộ váy được trưng bày tại bảo tàng của Đại sảnh Danh vọng Rock and Roll trong một cuộc triển lãm mang tên "Women Who Rock: Vision, Passion, Power".
Cô từng trình làng một phiên bản mới của bộ váy vào năm 2012 trong các màn trình diễn của các ca khúc "Americano" và "Poker Face" trong chuyến lưu diễn Born This Way Ball, với chất liệu không phải bằng thịt bò thật.

## Ảnh hưởng

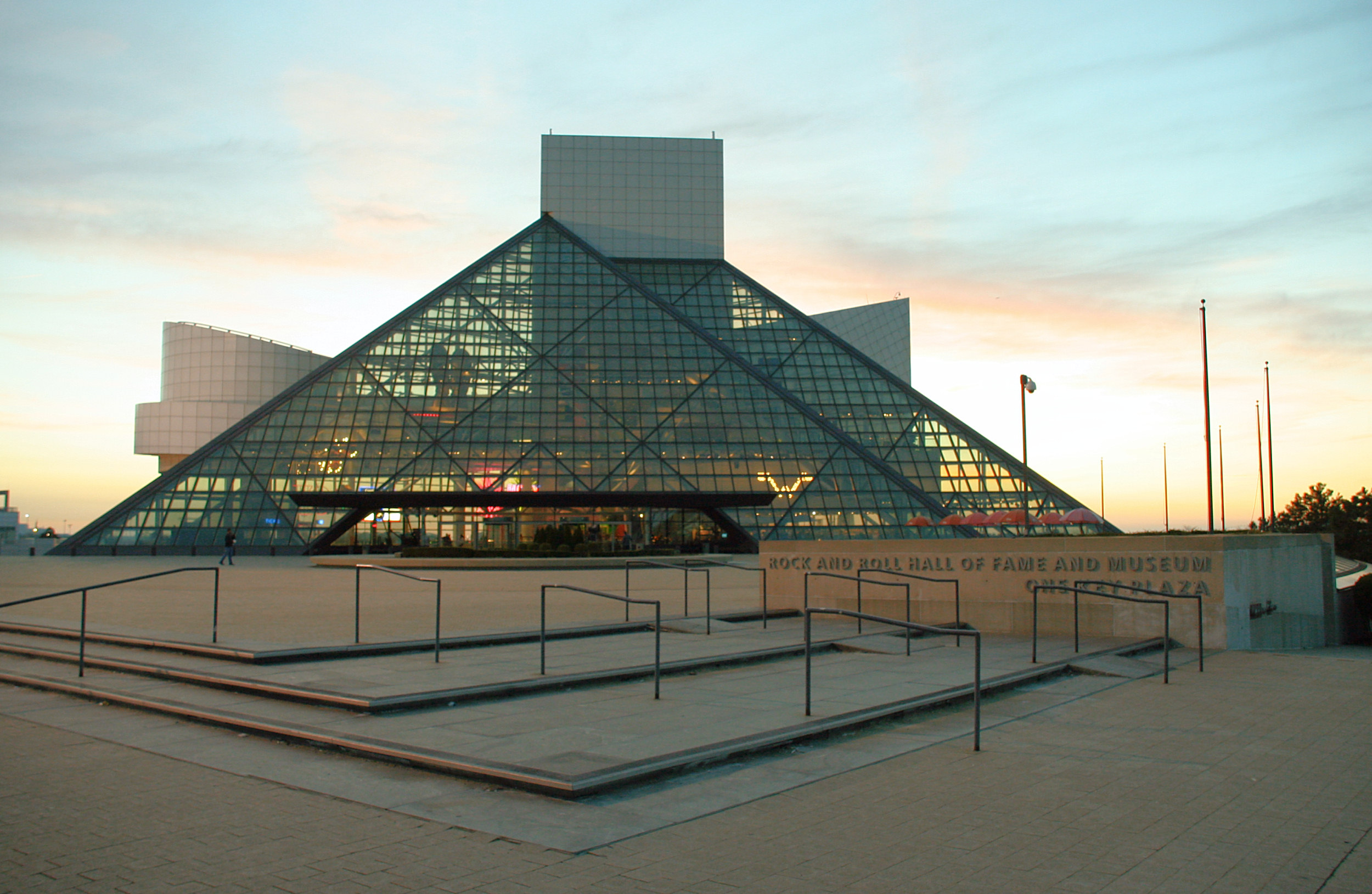
Đại sảnh Danh vọng Rock and Roll, nơi trưng bày bộ váy năm 2011

Trước đây, cô đã mặc một bộ bikini làm từ thịt trên bìa trước của tạp chí Vogue phiên bản Nhật. Ban đầu nó được Gaga mặc tại Giải Video âm nhạc của MTV năm 2010 để nhận giải Video của năm. Dù là lần thay phục trang thứ ba của Gaga trong lễ trao giải, chiếc váy ngay lập tức được mô tả là "khoảnh khắc thời trang kỳ quặc nhất" trong đêm.
Fernandez gọi trang phục này là bước ngoặt lớn trong sự nghiệp, "Tôi cảm thấy như mình giờ đây đã có tiếng nói của một nghệ sĩ lẫn nhà thiết kế.". Trước đây anh đã thiết kế những trang phục cho Gaga, bao gồm cả bộ đồ mà cô mặc trong "Bad Romance". Anh tiếp tục sáng tạo ra chiếc mũ mà Gaga đội đến lễ trao giải Grammy lần thứ 53 vào tháng 2 năm 2011.
Một cuộc bầu chọn trên trang MyCelebrityFashion.co.uk gọi đây là trang phục nổi bật nhất năm 2010, đánh bại chiếc váy đính hôn của Catherine Middleton. Trong danh sách tổng hợp năm 2010, Time bình chọn chiếc váy này là tuyên bố thời trang hàng đầu của năm. Trong một phiên bản châm biếm của bài hát "Born This Way", mang tên "Perform This Way", "Weird Al" Yankovic đề cập đến bộ váy thịt trong lời ca ("I strap prime rib to my feet / Cover myself with raw meat / I'll bet you've never seen a skirt steak worn this way") và có một vũ công mặc trang phục này trong video âm nhạc.
Trong mùa Halloween năm 2010, nhiều người hóa trang lại bộ váy thịt ở New York và năm 2011, một nhóm học sinh tại Đại học Cumbria đã tái tạo lại trang phục này với sự giúp đỡ từ các cửa hàng thịt địa phương.

## Tiếp nhận
Sau sự kiện này, nhiều trang truyền thông đưa ra phân tích về chiếc váy, với những lời gợi ý của BBC News trải dài từ chủ đề phản thời trang, chủ nghĩa nữ quyền, sự lão hóa và phân hủy, cũng như thái độ của xã hội đối với thịt. Đầu bếp Fergus Henderson giải thích "Người ta không muốn xem thịt giống như bản chất của nó. Họ muốn chúng được gói ngăn nắp trong giấy nhựa ở siêu thị.". Hiệp hội People for the Ethical Treatment of Animals (PETA) đưa ra một thông cáo, cho rằng "mặc một chiếc váy làm từ thịt bò thôi đã là một hành động phản cảm, nhưng ai đó hãy nói với cô ấy rằng nhiều người còn giận dữ với sự tàn sát hơn là ấn tượng bởi nó". Hiệp hội Người ăn chay cũng chỉ trích bộ váy, với một thông điệp "Cho dù có đẹp mắt tới đâu, thịt từ một động vật bị sát hại vẫn là thịt từ một động vật bị sát hại. Rất nhiều động vật bị tàn sát để lấy thức ăn và chúng không nên bị giết hại để phục vụ cho những chiêu trò như thế này.".
Nhiều tranh cãi khác tập trung vào nguồn gốc của váy. Brooks Barnes của The New York Times viết rằng trang phục này "bắt nguồn" từ Incarnation, một bức họa về một cô gái tóc trắng mặc chiếc váy thịt của họa sĩ Mark Ryden. Sharon Clott cũng nhận thấy sự tương đồng giữa váy của Gaga và bức vẽ của Ryden. Theo một báo cáo, Ryden giận dữ vì Gaga không thừa nhận đã lấy ý tưởng từ tác phẩm của ông. Một vài tờ báo nghệ thuật và thời trang chú ý đến những điểm giống nhau ở Vanitas: Flesh Dress for an Albino Anorectic, một chiếc váy thịt khác do nghệ nhân người Canada Jana Sterbak tạo nên vào năm 1987, gây nên nhiều tranh cãi khi trưng bày ở Thư viện Quốc gia Canada năm 1991. Karen Rosenberg từ The New York Times so sánh chiếc váy với chùm ảnh của Francis Bacon, khi đang tạo dáng với những lát thịt đính trên thân mình vào năm 1952, còn The Daily Telegraph lại nhìn thấy sự trùng lặp ở ảnh bìa album Yesterday and Today (1966) của The Beatles và All Wrapped Up (1983) của The Undertones, cho thấy một người mẫu nữ đang mặc một bộ váy và găng tay làm từ thịt hun khói, được giữ bằng bao nhựa và trang sức làm bằng xúc xích. Kiến trúc sư Diller Scofidio + Renfro cũng thiết kế nên một bộ váy thịt vào năm 2006. Một thí nghiệm quần áo làm bằng thịt, tương tự như của Gaga, được mặc tại buổi triển lãm sau tốt nghiệp của Slade School of Art, diễn ra ở Luân Đôn, Anh vào tháng 7 năm 1979, khi nghệ sĩ Robert Connolly mặc một bộ quần áo hai mảnh làm từ xúc xích Ý.
Một vài tư liệu cho rằng bộ váy có thể ám chỉ thông điệp về việc chống ăn chay. Ca sĩ ăn chay Morrissey cảm thấy chiếc váy có thể chấp nhận được trong phạm vi tuyên bố xã hội hoặc chính trị, mà không phải chỉ là một "ý tưởng ngớ ngẩn", như khi nghệ sĩ Linder Sterling mặc một chiếc váy thịt vào năm 1982 để biểu tình cho những gì mà cô tin về sự nhận thức giữa phụ nữ và đàn ông và Ellen DeGeneres giới thiệu Gaga khi cô mặc một bộ bikini làm bằng rau củ trên chương trình đàm thoại của mình, cô cũng diễn thuyết để trả lời những tranh cãi xung quanh chiếc váy và nói rằng: "...Có nhiều cách để hiểu, nếu chúng ta không đứng lên vì những gì chúng ta tin tưởng và nếu chúng ta không đấu tranh cho quyền lợi của mình, chúng ta sẽ trở thành miếng thịt. Và, tôi không phải là một miếng thịt.". Gaga cũng giải thích thêm về sự phản đối của cô trước chính sách Không hỏi, không nói trong quân đội Hoa Kỳ thông qua chiếc váy này.